# آنا إم. هاركنيس
آنا إم. هاركنيس (بالإنجليزية: Anna M. Harkness)‏ هي فاعلة خير أمريكية، ولدت في 25 أكتوبر 1837 في دالتون في الولايات المتحدة، وتوفيت في 27 مارس 1926 في نيويورك في الولايات المتحدة.

## وصلات خارجية
- آنا إم. هاركنيس على موقع الموسوعة البريطانية (الإنجليزية)